# Audea irioleuca
Audea irioleuca är en fjärilsart som beskrevs av Edward Meyrick 1897. Audea irioleuca ingår i släktet Audea och familjen nattflyn. Inga underarter finns listade i Catalogue of Life.